# Fidesz
Fidesz – Magyar Polgári Szövetség (pol. Fidesz – Węgierski Związek Obywatelski, wym. [ˈfidɛs]), dawnej Fidesz – Magyar Polgári Párt (pol. Fidesz – Węgierska Partia Obywatelska) – narodowa, konserwatywna i umiarkowanie eurosceptyczna partia polityczna działająca na Węgrzech. 
Nazwa partii to skrótowiec nazwy Fiatal Demokraták Szövetsége (pol. Związek Młodych Demokratów). Brzmienie skrótowca fidesz jest także identyczne z łacińskim słowem fides, oznaczającym wiarę, uczciwość, zaufanie.

## Historia
Fidesz został założony 30 marca 1988 r. przez grupę studentów i intelektualistów jako niezależna organizacja młodzieżowa. Program i statut organizacji przyjęto podczas I kongresu w październiku i listopadzie. Wtedy też powołano władze organizacji. Rok później podczas II kongresu większość delegatów zdecydowała, że ich ugrupowanie weźmie udział w wolnych wyborach parlamentarnych. Za swój symbol partia przyjęła pomarańczę, symbolizującą zmianę pokoleniową w węgierskiej polityce. W wyborach 25 marca i 8 kwietnia 1990 r. Fidesz uzyskał 8,55% głosów i 22 mandaty. Partia była podzielona. Wyraźnie zaznaczały swoją obecność dwie frakcje. Pierwsza uważała, że można i warto zbudować koalicję z postkomunistami, druga, radykalna i o bardziej liberalnych poglądach, kierowana przez Viktora Orbána wykluczała jakąkolwiek współpracę z postkomunistami. W wyniku tego podziału doszło do rozłamu: dwaj wiceprzewodniczący i współzałożyciele partii Gábor Fodor i Péter Molnár opuścili Fidesz w 1993 r. i zrezygnowali z członkostwa wraz z ok. 500. innymi członkami – w większości przypadków przechodząc do Związku Wolnych Demokratów. W następnych wyborach, w maju 1994 na Fidesz zagłosowało 7 procent wyborców, co dało partii 20 mandatów.
W kolejnych wyborach, w maju 1998 r. Fidesz zdobył 29% poparcia i największą liczbę mandatów. Wieloletni działacz partii Viktor Orbán został premierem. Rząd V. Orbána zakończyło zwycięstwo w wyborach 2002 roku Węgierskiej Partii Socjalistycznej, która utworzyła rząd wspólnie ze Związkiem Wolnych Demokratów.
Na początku 2003 r. podjęto gruntowną reformę partii: na kongresie w maju 2003 r. zmieniono statut i nazwę partii. Odtąd nazywa się ona Fidesz – Magyar Polgári Szövetség. Zmiany te były elementem przygotowań do wyborów do Parlamentu Europejskiego w czerwcu 2004 r. Wybory te partia zdecydowanie wygrała, zdobywając 47,4% głosów. W 2006 roku partia ponownie przegrała wybory parlamentarne z Węgierską Partią Socjalistyczną, jednak kilka miesięcy później z powodu antyrządowych zamieszek poparcie dla Fidesz zaczęło rosnąć. W kolejnych wyborach do Parlamentu Europejskiego w 2009 roku Fidesz również zdecydowanie wygrał odnosząc jeszcze lepszy wynik niż pięć lat temu zdobywając 56,36% głosów.
Partia wygrała wybory parlamentarne w 2010 roku, a następnie wybory parlamentarne w 2014 roku (ponownie uzyskując większość kwalifikowaną) oraz wybory samorządowe, które odbyły się 12 października 2014 roku. W największych miastach partia zdobyła 22 z 23 mandatów burmistrzowskich (w tym m.in. w stołecznym Budapeszcie). Viktor Orbán w wyniku wygranej z 6 kwietnia 2014 r. utworzył swój trzeci rząd. W wyborach w 2018 roku Fidesz ponownie otrzymał większość kwalifikowaną i ponownie utworzył rząd, czwarty rząd Viktora Orbána. Na początku kwietnia 2022 roku partia ponownie zwyciężyła w wyborach parlamentarnych, w konsekwencji czego utworzony został piąty rząd Viktora Orbána.

### Relacje w Parlamencie Europejskim
21 marca 2019 r. Fidesz został zawieszony w prawach członka Europejskiej Partii Ludowej. Za zawieszeniem opowiedziało się 190 członków zgromadzenia politycznego, trzy osoby były przeciwko. Fidesz stracił prawo udziału w spotkaniach EPL i prawo do głosowania z ramienia ugrupowania w Parlamencie Europejskim. Partia została również pozbawiona możliwości wystawiania kandydatów na stanowiska unijne z ramienia EPL. Decyzja była spowodowana kampanią Fidesz na Węgrzech, w której zarzucano Unii Europejskiej błędne adresowanie kryzysu uchodźczego oraz atakowano Przewodniczącego Komisji Europejskiej Jeana-Claude’a Junckera.
3 marca 2021 r. 12 osobowa delegacja europosłów Fidesz została zawieszona przez kierownictwo Europejskiej Partii Ludowej we frakcji EPL w Parlamencie Europejskim. Odpowiadając na to, tego samego dnia decyzją przewodniczącego partii Viktora Orbána Fidesz z tej frakcji wystąpił.
18 marca 2021 r. zawieszony dwa lata wcześniej Fidesz opuścił Europejską Partię Ludową.

## W wyborach parlamentarnych
- 1990 – 22 mandaty na 386 – 8,95%
- 1994 – 20 mandatów na 386 – 7,02%
- 1998 – 148 mandatów na 386 – 28,18%
- 2002 – (Fidesz-MPS) 188 (w tym Fidesz 164) mandatów na 386 – 42,48%
- 2006 – (Fidesz-MPS) 164 (w tym Fidesz 141) mandaty na 386 – 42,48%
- 2010 – (Fidesz-KDNP) 263 (w tym Fidesz 227) mandaty na 386 – 68,13%
- 2014 – (Fidesz-KDNP) 133 (w tym Fidesz 117) mandaty na 199 – 66,83%
- 2018 – (Fidesz-KDNP) 133 (w tym Fidesz 117) mandaty na 199 – 49,27% głosów
- 2022 – (Fidesz-KDNP) 135 (w tym Fidesz 116) mandaty na 199 - 54,13% głosów[12]

## Przewodniczący
|   | Fotografia | Imię i nazwisko | Data objęcia stanowiska | Data dymisji     | Uwagi               |
| - | ---------- | --------------- | ----------------------- | ---------------- | ------------------- |
| 1 |            | Viktor Orbán    | 18 kwietnia 1993        | 29 stycznia 2000 | Premier, 1998–2002  |
| 2 |            | László Kövér    | 29 stycznia 2000        | 6 maja 2001      |                     |
| 3 |            | Zoltán Pokorni  | 6 maja 2001             | 3 lipca 2002     |                     |
| 4 |            | János Áder      | 3 lipca 2002            | 17 maja 2003     |                     |
| 5 |            | Viktor Orbán    | 17 maja 2003            | nadal            | Premier, 2010–nadal |